# Sufes
Sufes (odierna Sbiba) fu un'antica colonia romana situata nell'odierna Tunisia.

## La città romana
Isolata dalle altre città (il centro turistico più vicino è Sbeitla a circa 40 km), le rovine di Sufes consistono in una basilica cristiana trasformata dopo il VII secolo in una moschea, di un tempio di cui si è conservata unicamente la cella e di un forte bizantino costruito su un precedente forte romano. Quest'ultimo è di notevole interesse storico, misura 35x41 metri e presentava quattro torri angolari. Attualmente sopravvive solo un lato del forte, utilizzato fino a pochi anni fa come cava per materiali edilizi. Altri resti dell'antica colonia romana sono le rovine di un acquedotto, di un ninfeo e di una seconda basilica. L'insediamento nacque nel progetto di distribuzione delle terre ai veterani attuato nel I secolo d.C., e venne elevato al rango di colonia romana durante il II secolo. Divenne un importante centro difensivo bizantino sotto Giustiniano, nel IV secolo.

## La città odierna
Sbiba sorge poco distante dall'antica Sufes romana, ed ha una popolazione di 5 995 abitanti (2004). Fa parte del governatorato di Kasserine, con capitale Kasserine. La città, così come il sito archeologico, sorgono ad un'altitudine di 627 m sul livello del mare. Oggi la città di Sbiba fonda la propria economia principalmente sul commercio delle mele, grazie anche alla relativa ricchezza d'acqua della zona dovuta alla diga di Nebhana.